# Niveria rubescens
Niveria rubescens is een slakkensoort uit de familie van de Triviidae. De wetenschappelijke naam van de soort is voor het eerst geldig gepubliceerd in 1833 door Gray.